# Prescience
 (octobre 2010).
Si vous disposez d'ouvrages ou d'articles de référence ou si vous connaissez des sites web de qualité traitant du thème abordé ici, merci de compléter l'article en donnant les références utiles à sa vérifiabilité et en les liant à la section « Notes et références ».
La prescience est un terme du vocabulaire théologique définissant la faculté divine de connaissance absolue, transcendant les catégories humaines des passé, présent et avenir. Fréquemment utilisé dans le molinisme et autres théories des XVIe et XVIIe siècles liées aux controverses sur la « Liberté humaine et la Grâce de Dieu ». Le terme, dans son sens théologique a vieilli, et de nos jours, il est peu utilisé dans ce sens.
Au sens moderne, le terme peut être synonyme d'intuition, pressentiment. S'il s'agit de la connaissance anticipée des évènements à venir, on parle plutôt de précognition. L'idée de connaissance anticipative a été développée de multiples manières dans le domaine de la science-fiction. Elle confère, à celui ou celle qui la détient, un pouvoir important et souvent décisif.